# Somali (sprog)
 For alternative betydninger, se Somali. (Se også artikler, som begynder med Somali)
Somali er et østkushitisk sprog inden for den afroasiatiske sprogæt. Det tales især i Somalia og tilstødende dele af Djibouti, Etiopien og Kenya. Udvandring, ikke mindst i forbindelse med borgerkrigen, har dog ført til at sproget tales overalt i verden, også i Danmark. Det skønnes at mellem 15 og 25 millioner mennesker taler somali.
| Sprog | Spire Denne artikel om sprog er en spire som bør udbygges. Du er velkommen til at hjælpe Wikipedia ved at udvide den. |